# 淡谷悠蔵
淡谷 悠蔵（淡谷 悠藏、あわや ゆうぞう、1897年〈明治30年〉3月22日 - 1995年〈平成7年〉8月8日）は、日本の政治家。日本社会党の衆議院議員（6期）。
昭和期に活躍した歌手で、「ブルースの女王」の愛称で知られる淡谷のり子は姪にあたる。

## 人物
1897年（明治30年）に青森県青森市で父・金蔵、母・まつの13番目の子（末っ子）として生まれた。実家は豪商「大世・阿波屋」を本家とする老舗の呉服店「大五呉服店」を営み、青森市長を務めた5代目・淡谷清蔵は母方の伯父にあたる。
高等小学校を卒業後は家業に従事しながら若山牧水系の歌誌「はまなす」で短歌を詠む。悠蔵は旧家の因習を嫌い、新城村で農業を始める。この頃から盛んに文学同人誌に投稿し始め、武者小路実篤の「新しき村」運動に共鳴し、青森支部を立ち上げた。
1928年（昭和3年）に発生した三・一五事件に関与したとして検挙され、その後は全国農民組合青森県連合会委員長に就任して労農運動の指導者として活躍する。しかしその活動が原因で特別高等警察の監視下に置かれ始める。
1933年（昭和8年）からは新城村議会議員を3期務め、1939年（昭和14年）からは木村武雄と共に、中野正剛を中心とした中国の和平運動準備に関わり、東亜連盟の任務に携わる。
戦後は日本社会党青森県支部連合会の結成に加わり、1946年（昭和21年）には日本農民組合青森県連合会会長に就任し、秋田雨雀主宰の政治学校で講師を務める。農民運動・社会主義の啓蒙活動を進める一方、文学活動にも精力的に取り組むが、東亜連盟に加盟していたことを理由に公職追放となる。
追放が解除されたのは1952年（昭和27年）で、これ以降は国政に本格的に参加する。同年10月に日本社会党（社会党左派）公認で第25回衆議院議員総選挙に立候補するも落選となる。翌年の第26回衆議院議員総選挙で初当選を果たすと、1960年（昭和35年）に青森県知事選挙に立候補するが落選し、衆議院議員に復帰した。1961年（昭和36年）2月の衆議院予算委員会で所得倍増計画を標榜した首相の池田勇人に対して「農民にも所得倍増は有り得るのか」と質問し、池田を絶句させたのは有名である。
砂川闘争の指導も行い、社会党機関紙局長、県連合会長などを務めた。
成田空港問題（三里塚闘争）に関しては、三里塚新空港反対闘争会議の議長や社会党新空港反対特別委員長も務めた。1968年（昭和43年）3月10日に千葉県成田市の市街地で発生した三派全日本学生自治会総連合と機動隊が衝突した事件（第2次成田デモ事件）では、党の「不当弾圧監視団」として、警察の監視目的で現地に派遣されていた。。翌日には警察庁に対し、警官隊がデモ隊を包囲・突入したことは不当であり、逮捕された反対同盟員や一般人を釈放すべきとして抗議を行った。
1969年（昭和44年）の第32回衆議院議員総選挙で落選したことにより政界から引退し、1971年（昭和46年）には青森県文芸協会理事に就任したほか、1975年（昭和50年）11月には棟方志功記念館初代理事長を務めた。
1977年（昭和52年）11月の秋の叙勲で、長年の功績により勲二等に叙され、旭日重光章を受章する。
1995年8月8日、死去した。98歳没。
「野の記録」（全7巻、北の街社）は、悠蔵の自伝的大河小説である。